# Mary Rand
Mary Denise Bignal-Rand MBE (Wells, 10 februari 1940), is een voormalige Britse atlete, die zich had toegelegd op de meerkamp. Haar specialisatie was het verspringen, waarin ze olympisch en Gemenebestkampioene werd. Ook had ze vier jaar lang het wereldrecord in handen in deze discipline. Ze nam tweemaal deel aan de Olympische Spelen en won hierbij in totaal drie medailles. Bignal-Rand was de eerste Britse atlete die een olympische titel won.

## Biografie

### Schooltijd
Reeds tijdens de middelbareschooltijd van de in Somerset opgroeiende Mary Bignal bleek haar aanleg voor atletiek. Prompt werd haar, toen zij zestien jaar oud was, door haar school een studiebeurs aangeboden. Ze blonk daarna uit in alle onderdelen en veroverde verschillende nationale schooltitels. Vooral haar prestaties bij het hoogspringen, verspringen en op de horden waren van uitstekend niveau. Toen zij in 1956 een keer te gast was bij de olympische selectie op een trainingskamp in Brighton, versloeg zij de beste hoogspringers van haar land.

### Eerste successen
In 1958 veroverde Bignal op achttienjarige leeftijd haar eerste nationale titel bij het hoogspringen, maar het was op het onderdeel verspringen waarop zij dat jaar haar eerste internationale medaille behaalde. Tijdens de Gemenebestspelen in Cardiff veroverde zij het zilver met een beste vertesprong van 5,97 m, om vervolgens ook nog eens vijfde te worden bij het hoogspringen. Een maand later nam zij deel aan de Europese kampioenschappen in Stockholm, waar zij zevende werd op de vijfkamp met een score van 4466 punten, een Brits record.
In het jaar dat volgde veroverde Rand drie nationale titels: op de 80 m horden, de vijfkamp (de eerste van twee) en het verspringen, waarop zij tot en met 1965 in totaal vijf Britse titels zou veroveren en wat gedurende haar carrière steeds duidelijker haar beste onderdeel zou blijken te zijn.

### Pech op Spelen van 1960

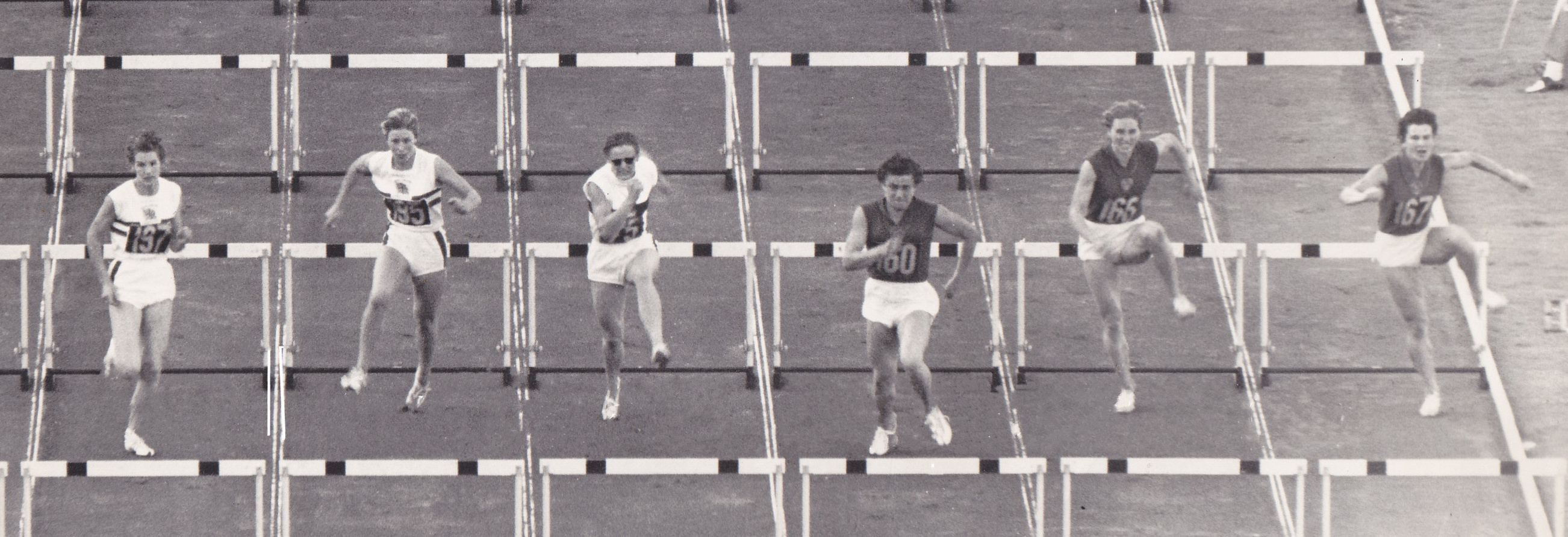
Mary Bignal, tweede van links, wordt vierde op de 80 m horden tijdens de Olympische Spelen van 1960.

Mary Bignal mocht in 1960 bij de Olympische Spelen in Rome voor haar land op drie nummers uitkomen: het verspringen, de 80 m horden en de 4 x 100 m estafette. Op het eerste onderdeel gold de Britse als een van de kanshebbers voor een olympische medaille. Met haar inmiddels op 6,27 gestelde nationale record stond zij vlak voor de Spelen op de vijfde plaats van de wereldranglijst, pal achter de Nederlandse Joke Bijleveld, die met 6,28 de vierde plaats bezette. In de kwalificatieronde leek Bignal regelrecht op de overwinning af te stevenen, want met haar 6,33, een verbetering van haar eigen record, was zij veruit de beste. In de finale wilde het echter totaal niet lukken en, nadat zij twee keer fout had gesprongen en zij voor haar derde en laatste poging haar aanloop had verlegd, kwam er uiteindelijk een ‘schamele’ 6,01 achter haar naam te staan. Hiermee werd zij negende, nog achter Bijleveld die in de finale ook al uit haar doen was en met 6,11 als zevende eindigde. Op het hordennummer miste ze met een vierde plaats op een tiende seconde het podium. Hier moest zij onder meer in haar landgenote Carole Quinton (tweede in 10,9) haar meerdere erkennen. Tot overmaat van ramp haalde de estafetteploeg met Mary Bignal in de gelederen, na eerdere seriewinst, in de finale de finish niet.
In het jaar na de Spelen van Rome trouwde Mary Bignal met de olympische roeier Sidney Rand, waarna zij in het voorjaar van 1962 beviel van een dochter. Vier maanden later was zij echter alweer zodanig hersteld van de bevalling, dat zij in september op de EK in Belgrado in staat was om twee bronzen medailles te veroveren: bij het verspringen met 6,22 en op de 4 x 100 m estafette, samen met Ann Packer, Dorothy Hyman en Daphne Arden, in 44,9, een nationaal record.

### Olympisch goud, zilver en brons in 1964
Haar grootste prestatie leverde Rand in 1964 bij de Olympische Spelen van Tokio. Ze kwam uit op de onderdelen 4 x 100 m estafette, vijfkamp en verspringen. Op de eerste onderdelen won ze respectievelijk brons en zilver. Op het laatste onderdeel won ze een gouden medaille. Nadat zij in de kwalificatie met 6,52 reeds haar eigen nationale record had verbeterd en ook een olympisch record had gevestigd, sprong zij in de finale in haar eerste poging 6,59 en in haar vierde 6,63, om ten slotte in haar vijfde poging tot 6,76 te komen. Met deze prestatie verbeterde ze tevens het wereldrecord. Dit hield vier jaar stand, totdat het op de Olympische Spelen van 1968 in het hooggelegen Mexico-Stad door de Roemeense Viorica Viscopoleanu werd verbeterd tot 6,82.

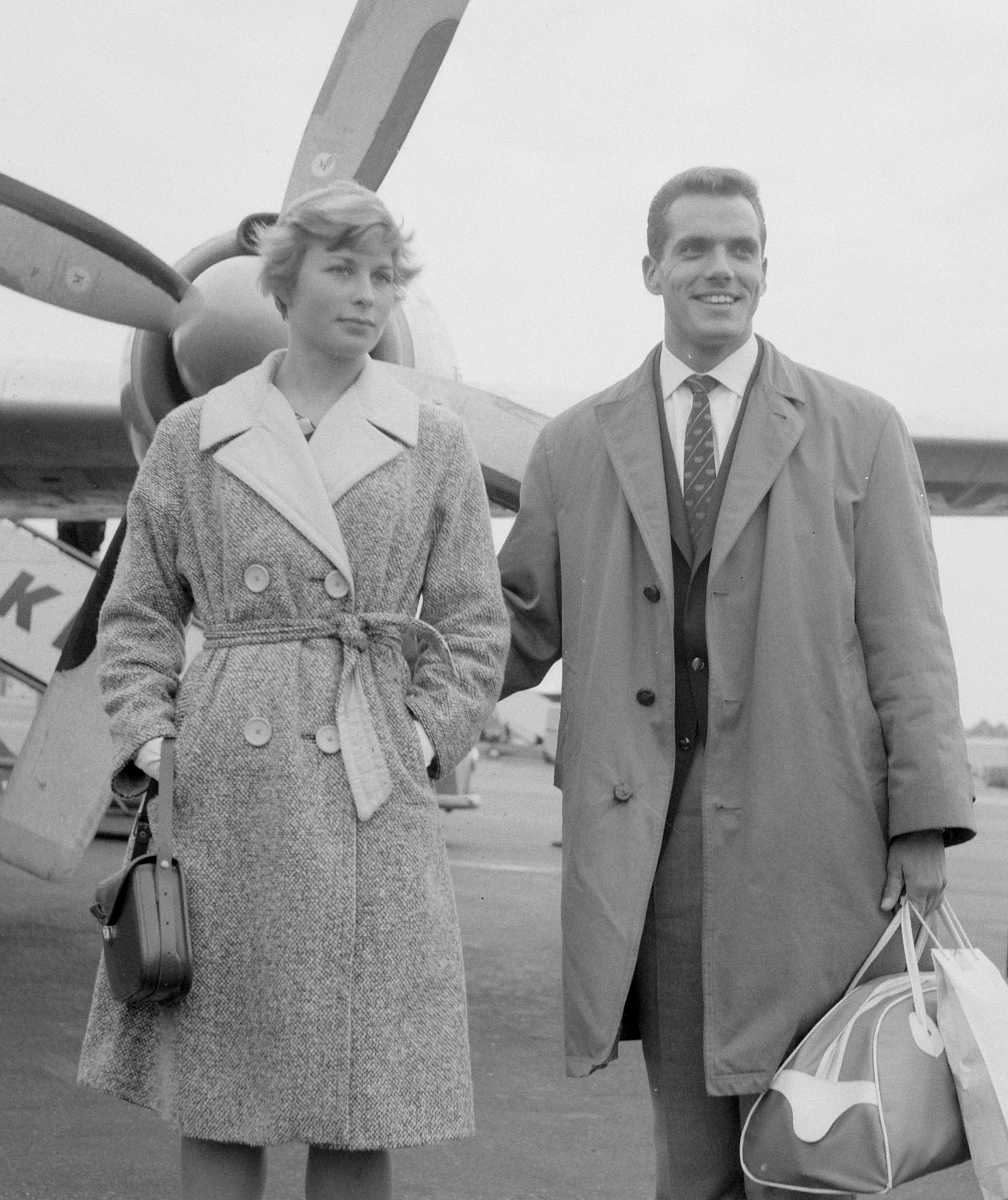
Mary Bignal met Eef Kamerbeek in 1960.

In 1964 werd Rand ook verkozen tot Britse sportvrouw van het jaar.

### Laatste successen en einde loopbaan
Na de Spelen van Tokio verminderde Mary Rand haar trainingsintensiteit, maar desondanks slaagde zij er in om in eigen land nog enkele indoortitels te veroveren en op de Gemenebestspelen van 1966 in Kingston, Jamaica, het verspringen te winnen met een sprong van 6,36. Twee jaar later wist zij zich echter niet meer te kwalificeren voor de Olympische Spelen van Mexico-Stad en in september van dat jaar zette zij een punt achter haar atletiekloopbaan.
In 1965 werd Rand benoemd tot Lid van de Orde van het Britse Rijk.

### Privé
Nadat Mary Bignal in 1960 ten tijde van de Olympische Spelen een kortstondige relatie had gehad met de Nederlandse tienkamper Eef Kamerbeek, trouwde zij in 1961 met Sidney Rand. Dit huwelijk duurde tot 1966, waarna zij in 1969 met Bill Toomey trouwde, de olympische kampioen op de tienkamp van 1968. Met hem kreeg zij nog twee dochters en bleef zij 22 jaar getrouwd. Nadat deze relatie was beëindigd, trad zij in 1992 in het huwelijk met de Amerikaan John Reese.
De Britse woont al heel lang in de Verenigde Staten.

## Titels
- Olympisch kampioene verspringen - 1964
- Gemenebestkampioene verspringen - 1966
- Brits (AAA-)kampioene 80 m horden - 1959
- Brits (AAA-)kampioene verspringen - 1959, 1961, 1963, 1964, 1965
- Brits (AAA-)kampioene hoogspringen - 1958
- Brits (AAA-)kampioene vijfkamp - 1959, 1960
- Brits (AAA-)indoorkampioene 60 yd horden - 1966
- Brits (AAA-)indoorkampioene hoogspringen - 1966

## Persoonlijke records
Outdoor
| Onderdeel    | Prestatie      | Jaar |
| ------------ | -------------- | ---- |
| 100 yd       | 10,96 s        | 1965 |
| 100 m        | 11,7 s         | 1963 |
| 200 m        | 23,99 s        | 1967 |
| 80 m horden  | 10,8 s (ex-NR) | 1963 |
| 100 m horden | 14,1 s         | 1967 |
| hoogspringen | 1,72 m         | 1964 |
| verspringen  | 6,76 m (ex-WR) | 1964 |
| kogelstoten  | 11,29 m        | 1964 |
| vijfkamp     | 5035 p (ex-NR) | 1964 |

Indoor
| Onderdeel   | Prestatie | Jaar |
| ----------- | --------- | ---- |
| 60 yd       | 7,4 s     | 1966 |
| verspringen | 6,53 m    | 1966 |

## Palmares

### 60 m
- 1966:  Europese indoorspelen - 7,4 s

### 100 yd
- 1964:  Britse (AAA-)kamp. - 10,7 s

### 220 yd
- 1963:  Britse (AAA-)kamp. - 24,7 s

### 60 yd horden
- 1966:  Britse (AAA-)indoorkamp. - 7,8 s

### 80 m horden
- 1959:  Britse (AAA-)kamp. - 11,3 s
- 1960: 4e OS - 11,1 s

### 100 m horden
- 1966:  Britse (AAA-)kamp. - 13,7 s (lagere horden)

### verspringen
- 1958:  Gemenebestspelen - 5,97 m
- 1959:  Britse (AAA-)kamp. - 6,04 m
- 1960: 9e OS - 6,01 m (in kwal. 6,33 m)
- 1961:  Britse (AAA-)kamp. - 5,95 m
- 1962:  EK - 6,22 m
- 1963:  Britse (AAA-)kamp. - 5,91 m
- 1964:  Britse (AAA-)kamp. - 6,58 m
- 1964:  OS - 6,76 m (WR)
- 1965:  Britse (AAA-)kamp. - 6,40 m
- 1966:  Britse (AAA-)indoorkamp. - 6,14 m
- 1966:  EK indoor - 6,53 m
- 1966:  Britse (AAA-)kamp. - 6,13 m
- 1966:  Gemenebestspelen - 6,36 m
- 1967:  Europacup - 6,26 m

### hoogspringen
- 1958:  Britse (AAA-)kamp. - 1,65 m
- 1958: 5e Gemenebestspelen - 1,61 m
- 1966:  Britse (AAA-)indoorkamp. - 1,65 m
- 1966: 4e EK indoor - 1,65 m
- 1966:  Britse (AAA-)kamp. - 1,65 m

### vijfkamp
- 1958: 7e EK - 4466 p (NR)
- 1959:  Britse (AAA-)kamp. - 4679 p
- 1960:  Britse (AAA-)kamp. - 4568 p
- 1964:  OS - 5035 p (NR)

### 4 x 100 m
- 1960: DNF OS (in serie 45,92 s)
- 1962:  EK - 44,9 s (NR)
- 1964:  OS - 44,0 s

## Onderscheidingen
- Britse sportvrouw van het jaar - 1964
- England Athletics Hall of Fame - 2009

1948: Olga Gyarmati ·
1952: Yvette Williams ·
1956: Elżbieta Krzesińska ·
1960: Vera Krepkina ·
1964: Mary Rand ·
1968: Viorica Viscopoleanu ·
1972: Heide Rosendahl ·
1976: Angela Voigt ·
1980: Tatjana Kolpakova ·
1984: Anișoara Cușmir-Stanciu ·
1988: Jackie Joyner-Kersee ·
1992: Heike Drechsler ·
1996: Chioma Ajunwa ·
2000: Heike Drechsler ·
2004: Tatjana Lebedeva ·
2008: Maurren Maggi ·
2012: Brittney Reese ·
2016: Tianna Bartoletta ·
2020: Malaika Mihambo ·
2024: Tara Davis-Woodhall